# Basiliek en klooster van Onze-Lieve-Vrouw van Troost
De Basiliek van Onze-Lieve-Vrouw van Troost te Vilvoorde is de kloosterkerk van de karmelietessen, een contemplatieve orde, waarvan gebed, stilte, liturgie en gastvrijheid de bouwstenen zijn. De toegang tot dit bedevaartsoord ligt aan de Leuvensestraat. De jaarlijkse bedevaartsmis wordt op de 3e zondag na Pasen gevierd.
De kerk werd opgericht door de stichter van de karmelietessen (Johannes Soreth). Er bestaan zo maar drie kerken en de Troostkerk is de enige die onafgebroken als kerk in gebruik bleef. Ze heeft een zeshoekige, laatgotische barokke centraalbouw uit 1663-1665.
In het koor bevindt zich het beeld van Onze-Lieve-Vrouw-van-Troost uit de 13e eeuw. Het werd waarschijnlijk geschonken door Sofia van Thüringen, echtgenote van Hendrik II van Brabant.
In de noordertoren bevindt zich een deur en een getralied raam, waarachter zich het slotklooster bevindt.

## Geschiedenis
In de 13e eeuw vestigden begijnen zich even buiten Vilvoorde in Peutie. In 1469, na de verwoesting van Luik door Karel de Stoute trok een groep karmelietessen naar het Vilvoordse begijnhof dat de naam Onze-Lieve-Vrouw ten Troost droeg.
Sofia, de echtgenote van hertog Hendrik II schonk het miraculeuze Mariabeeld aan de begijnen en liet het begijnhof groter en ruimer maken.
In 1575 trok voor het eerst een processie door de straten van Vilvoorde op de 3e zondag na Pasen. Dit was het prille begin van de huidige Troostkermis.
Tijdens de Beeldenstorm kreeg Vilvoorde het bevel de stad in optimale staat van verdediging te brengen. Alle huizen buiten de stad, waaronder het begijnhof moesten afgebroken worden. In 1633 werd de Steevoortkapel gebouwd ter herinnering aan deze gebeurtenis. De zusters verhuisden binnen de stad, waar ze het Sint-Niklaasgasthuis toegewezen kregen.
Na 1578 gingen de zusters tot vijfmaal toe op de vlucht met het miraculeuze mariabeeldje. In 1641 begon men met de bouw van de huidige Troostkerk. Twee jaar later was de kerk voltooid.
Na een vrij lange periode van rust brak het sombere einde van de 18e eeuw aan. De zusters werden door de Franse revolutionairen verdreven en hun eigendom werd verkocht. Na het concordaat met Napoleon konden de zusters terugkeren naar hun klooster.
Tot 1966 behoorde de Vilvoordse karmel tot de Antieke Observantie (geschoeide Karmel). Thans maakt dit klooster deel uit van de Teresiaanse Hervorming.
In 1995 werd de Vriendenkring van de Troost opgericht, onder andere met het oog op de financiering van de restauratie van de kerk. De eerste fase daarvan werd in 1997 beëindigd.
Aan de ingang in de Leuvensestraat bevindt zich sinds 5 april 2006 een Mariabeeld van de hand van Rik Poot : Onze Lieve Vrouw van Troost in Nood.
De kerk werd op 7 mei 2006, tijdens het weekeinde van de Troostkermis, verheven tot basiliek.

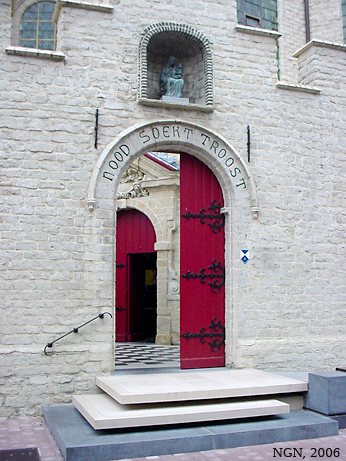
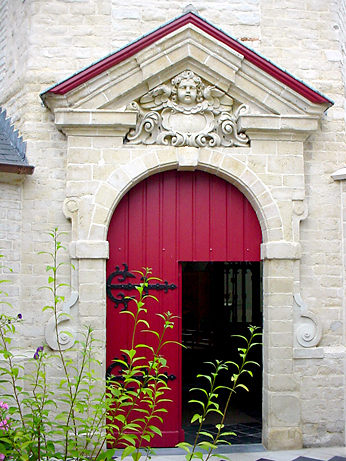
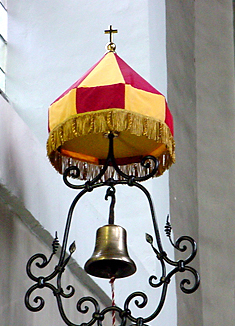
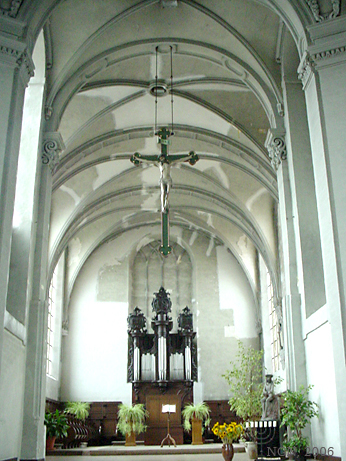